# Jakub Moder
Jakub Piotr Moder (Szczecinek, 7 april 1999) is een Pools voetballer die doorgaans speelt als middenvelder. In januari 2025 verruilde hij Brighton & Hove Albion voor Feyenoord. Moder maakte in 2020 zijn debuut in het Pools voetbalelftal.

## Clubcarrière

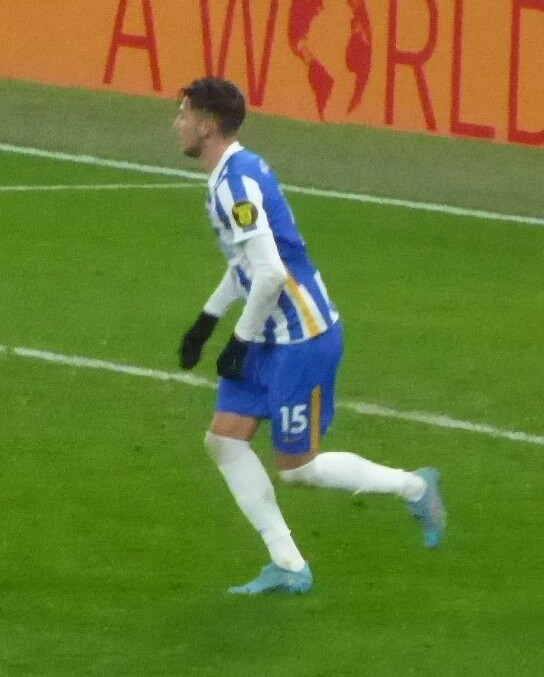
Moder tijdens een wedstrijd in 2022

Moder speelde in de jeugd van Sokół Drawsko en kwam via Fortuna Wieleń in de jeugdopleiding van Warta Poznań terecht, welke hij in 2014 verliet voor die van stadsgenoot Lech Poznań. Hier maakte hij in het seizoen 2017/18 zijn professionele debuut. Op 2 april 2018 werd op bezoek bij Wisła Kraków met 1–3 gewonnen. Die club kwam nog op voorsprong door een doelpunt van Carlitos. Drie doelpunten van Christian Gytkjær zorgde er echter voor dat Lech de wedstrijd won. Moder moest van coach Nenad Bjelica als reservespeler aan het duel beginnen en mocht in de blessuretijd van de tweede helft invallen voor Darko Jevtić. Voor het seizoen 2018/19 werd de middenvelder verhuurd aan Odra Opole. Na zijn terugkeer bij Lech werd Moder een belangrijke speler voor de club.
In de zomer van 2020 verkaste hij voor een bedrag van circa elf miljoen euro naar Brighton & Hove Albion, waar hij zijn handtekening zette onder een verbintenis voor de duur van vijf seizoenen. Hij werd direct verhuurd aan zijn oude club Lech, in principe voor het gehele seizoen 2020/21, maar dit zou eerder kunnen eindigen bij een Europese uitschakeling van de Poolse club. Nadat dit gebeurde voor de winterstop, werd Moder per 1 januari teruggehaald door Brighton. In zijn eerste halve jaar in Brighton speelde de Pool tien competitiewedstrijden en hij wist met zijn club degradatie uit de Premier League te ontlopen. In april 2022 liep Moder een blessure op aan zijn voorste kruisband, waardoor hij langer dan een jaar uit de roulatie zou zijn. In november van het jaar erop keerde hij terug op het trainingsveld en later die maand maakte hij ook zijn rentree in de wedstrijdselectie.
Moder maakte in januari 2025 voor een bedrag van circa anderhalf miljoen euro de overstap naar Feyenoord, waar hij zijn handtekening zette onder een verbintenis voor de duur van drieënhalf jaar.

## Clubstatistieken
| Seizoen | Club                   | Competitie     | Competitie | Competitie | Beker | Beker | Internationaal | Internationaal | Totaal | Totaal |
| Seizoen | Club                   | Competitie     | Wed.       | Dlp.       | Wed.  | Dlp.  | Wed.           | Dlp.           | Wed.   | Dlp.   |
| ------- | ---------------------- | -------------- | ---------- | ---------- | ----- | ----- | -------------- | -------------- | ------ | ------ |
| 2017/18 | Lech Poznań            | Ekstraklasa    | 1          | 0          | 0     | 0     | 0              | 0              | 1      | 0      |
| 2018/19 | → Odra Opole           | I liga         | 31         | 4          | 4     | 0     | —              | —              | 35     | 4      |
| 2019/20 | Lech Poznań            | Ekstraklasa    | 26         | 5          | 4     | 0     | —              | —              | 30     | 5      |
| 2020/21 | Brighton & Hove Albion | Premier League | —          | —          | —     | —     | —              | —              | 0      | 0      |
| 2020/21 | → Lech Poznań          | Ekstraklasa    | 14         | 4          | 1     | 0     | 10             | 0              | 25     | 4      |
| 2020/21 | Brighton & Hove Albion | Premier League | 12         | 0          | 1     | 0     | —              | —              | 13     | 0      |
| 2021/22 | Brighton & Hove Albion | Premier League | 28         | 0          | 4     | 2     | —              | —              | 32     | 2      |
| 2022/23 | Brighton & Hove Albion | Premier League | 0          | 0          | 0     | 0     | —              | —              | 0      | 0      |
| 2023/24 | Brighton & Hove Albion | Premier League | 17         | 0          | 2     | 0     | 0              | 0              | 19     | 0      |
| 2024/25 | Brighton & Hove Albion | Premier League | 4          | 0          | 3     | 0     | —              | —              | 7      | 0      |
| 2024/25 | Feyenoord              | Eredivisie     | 14         | 3          | 1     | 0     | 4              | 1              | 19     | 4      |
| Totaal  | Totaal                 | Totaal         | 147        | 16         | 20    | 2     | 14             | 1              | 179    | 19     |

Bijgewerkt op 18 meil 2025.

## Interlandcarrière
Moder maakte zijn debuut in het Pools voetbalelftal op 4 september 2020, toen een wedstrijd in Divisie A van de UEFA Nations League 2020/21 gespeeld werd tegen Nederland. Door een doelpunt van Steven Bergwijn verloor Polen het duel met 1–0. Moder moest van bondscoach Jerzy Brzęczek op de reservebank beginnen en hij viel dertien minuten voor het einde van het duel in voor Piotr Zieliński. In zijn vierde interland, op 11 november 2020, kwam de middenvelder voor het eerst tot scoren. In een vriendschappelijke wedstrijd tegen Oekraïne viel hij na tweeënzestig minuten spelen in voor Arkadiusz Milik. Op dat moment leidde Polen door een doelpunt van Krzysztof Piątek. Binnen een minuut na zijn invalbeurt besliste Moder de uitslag op 2–0. Hij werd in mei 2021 door bondscoach Paulo Sousa opgenomen in de selectie voor het uitgestelde EK 2020. Op dit toernooi werd Polen uitgeschakeld in de groepsfase, na nederlagen tegen Slowakije (1–2) en Zweden (3–2) en een gelijkspel tegen Spanje (1–1). Moder speelde tegen Slowakije en Spanje mee. Zijn toenmalige teamgenoten Leandro Trossard (België), Joël Veltman (Nederland), Ben White (Engeland) en Robert Sánchez (Spanje) waren ook actief op het EK.
Moder werd in mei 2024 door bondscoach Michał Probierz opgenomen in de voorselectie van Polen voor het EK 2024 in Duisland. Een week later was hij ook een onderdeel van de definitieve selectie. Polen werd in de groepsfase uitgeschakeld na nederlagen tegen Nederland (1–2) en Oostenrijk (1–3) en een gelijkspel tegen Frankrijk (1–1). Moder kwam op het EK in alle duels in actie. Zijn toenmalige clubgenoten Pascal Groß (Duitsland), Billy Gilmour (Schotland), Lewis Dunk (Engeland) en Bart Verbruggen (Nederland) waren ook actief op het toernooi.
| Interlands van Jakub Moder voor Polen | Interlands van Jakub Moder voor Polen | Interlands van Jakub Moder voor Polen | Interlands van Jakub Moder voor Polen | Interlands van Jakub Moder voor Polen | Interlands van Jakub Moder voor Polen |
| №                                     | Datum                                 | Wedstrijd                             | Uitslag                               | Competitie                            | Goals                                 |
| Als speler bij Lech Poznań            | Als speler bij Lech Poznań            | Als speler bij Lech Poznań            | Als speler bij Lech Poznań            | Als speler bij Lech Poznań            | Als speler bij Lech Poznań            |
| ------------------------------------- | ------------------------------------- | ------------------------------------- | ------------------------------------- | ------------------------------------- | ------------------------------------- |
| 1                                     | 4 september 2020                      | Nederland – Polen                     | 1 – 0                                 | Nations League 2020/21                |                                       |
| 2                                     | 7 oktober 2020                        | Polen – Finland                       | 5 – 1                                 | Vriendschappelijk                     |                                       |
| 3                                     | 11 oktober 2020                       | Polen – Italië                        | 0 – 0                                 | Nations League 2020/21                |                                       |
| 4                                     | 11 november 2020                      | Polen – Oekraïne                      | 2 – 0                                 | Vriendschappelijk                     | 63'                                   |
| 5                                     | 15 november 2020                      | Italië – Polen                        | 2 – 0                                 | Nations League 2020/21                |                                       |
| 6                                     | 18 november 2020                      | Polen – Nederland                     | 1 – 2                                 | Nations League 2020/21                |                                       |
| Als speler bij Brighton & Hove Albion |                                       |                                       |                                       |                                       |                                       |
| 7                                     | 25 maart 2021                         | Hongarije – Polen                     | 3 – 3                                 | WK 2022 kwalificatie                  |                                       |
| 8                                     | 31 maart 2021                         | Engeland – Polen                      | 2 – 1                                 | WK 2022 kwalificatie                  | 58'                                   |
| 9                                     | 1 juni 2021                           | Polen – Rusland                       | 1 – 1                                 | Vriendschappelijk                     |                                       |
| 10                                    | 8 juni 2021                           | Polen – IJsland                       | 2 – 2                                 | Vriendschappelijk                     |                                       |
| 11                                    | 14 juni 2021                          | Polen – Slowakije                     | 1 – 2                                 | EK 2020                               |                                       |
| 12                                    | 19 juni 2021                          | Spanje – Polen                        | 1 – 1                                 | EK 2020                               |                                       |
| 13                                    | 2 september 2021                      | Polen – Albanië                       | 4 – 1                                 | WK 2022 kwalificatie                  |                                       |
| 14                                    | 5 september 2021                      | San Marino – Polen                    | 1 – 7                                 | WK 2022 kwalificatie                  |                                       |
| 15                                    | 8 september 2021                      | Polen – Engeland                      | 1 – 1                                 | WK 2022 kwalificatie                  |                                       |
| 16                                    | 9 oktober 2021                        | Polen – San Marino                    | 5 – 0                                 | WK 2022 kwalificatie                  |                                       |
| 17                                    | 12 oktober 2021                       | Albanië – Polen                       | 0 – 1                                 | WK 2022 kwalificatie                  |                                       |
| 18                                    | 15 november 2021                      | Polen – Hongarije                     | 1 – 2                                 | WK 2022 kwalificatie                  |                                       |
| 19                                    | 24 maart 2022                         | Schotland – Polen                     | 1 – 1                                 | Vriendschappelijk                     |                                       |
| 20                                    | 29 maart 2022                         | Polen – Zweden                        | 2 – 0                                 | WK 2022 kwalificatie                  |                                       |
| 21                                    | 21 maart 2024                         | Polen – Estland                       | 5 – 1                                 | EK 2024 kwalificatie                  |                                       |
| 22                                    | 7 juni 2024                           | Polen – Oekraïne                      | 3 – 1                                 | Vriendschappelijk                     |                                       |
| 23                                    | 10 juni 2024                          | Polen – Turkije                       | 2 – 1                                 | Vriendschappelijk                     |                                       |
| 24                                    | 16 juni 2024                          | Polen – Nederland                     | 1 – 2                                 | EK 2024                               |                                       |
| 25                                    | 21 juni 2024                          | Polen – Oostenrijk                    | 1 – 3                                 | EK 2024                               |                                       |
| 26                                    | 25 juni 2024                          | Frankrijk – Polen                     | 1 – 1                                 | EK 2024                               |                                       |
| 27                                    | 5 september 2024                      | Schotland – Polen                     | 2 – 3                                 | Nations League 2024/25                |                                       |
| 28                                    | 8 september 2024                      | Kroatië – Polen                       | 1 – 0                                 | Nations League 2024/25                |                                       |
| 29                                    | 12 oktober 2024                       | Polen – Portugal                      | 1 – 3                                 | Nations League 2024/25                |                                       |
| 30                                    | 15 oktober 2024                       | Polen – Kroatië                       | 3 – 3                                 | Nations League 2024/25                |                                       |
| 31                                    | 18 november 2024                      | Polen – Schotland                     | 1 – 2                                 | Nations League 2024/25                |                                       |
| Als speler bij Feyenoord              |                                       |                                       |                                       |                                       |                                       |
| 32                                    | 21 maart 2025                         | Polen – Litouwen                      | 1 – 0                                 | WK 2026 kwalificatie                  |                                       |
| 33                                    | 24 maart 2025                         | Polen – Malta                         | 2 – 0                                 | WK 2026 kwalificatie                  |                                       |

Bijgewerkt op 12 april 2025.